# John Baptist Wu Cheng-chung

Kardinalswappen

John Baptist Kardinal Wu Cheng-chung (chinesisch 胡振中樞機, Pinyin Hú Zhènzhōng Shūjī, Jyutping Wu4 Zan3zung1 Syu1gei1 – „Kardinal Wu Cheng-chung“; * 26. März 1925 in der Dorfgemeinde Ho Hau, im Kreis Wuhua, Guangdong, China; † 23. September 2002 in Hongkong) war Bischof von Hongkong.

## Leben
Der Sohn von Shing Sing Wu und Mary Chow wurde in der Pfarrkirche seines Heimatdorfes getauft. Dort erhielt er ebenfalls eine Grundbildung. Danach trat er 1940 in das Priesterseminar des Bistums Kaying ein. Am 6. Juli 1952 empfing er durch Antonio Riberi, den Apostolischen Nuntius in China, im Dom des Bistums Hongkong die Priesterweihe.
Papst Paul VI. ernannte ihn am 5. April 1975 zum Bischof von Hongkong als Nachfolger von Peter Lei, der am 23. Juli 1974 gestorben war. Der Präfekt der Kongregation für die Evangelisierung der Völker, Agnelo Kardinal Rossi, spendete ihn am 25. Juli 1975 in der Kathedrale der Unbefleckten Empfängnis die Bischofsweihe; Mitkonsekratoren waren Petrus Pao-Zin Tou, Bischof von Hsinchu, und Frederic Anthony Donaghy MM, Bischof in Wuchow. Aus Anlass seiner Bischofsweihe wählte er sich den Wahlspruch Veritatem in Caritate („Wahrheit in der Liebe“).
Am 25. März 1985 führte er eine fünfköpfige Delegation auf Einladung des Staatlichen Amts für religiöse Angelegenheiten zu einem sieben-Tage-Besuch in Peking und Shanghai. Er war der erste Bischof von Hongkong, der Festlandchina besuchte. Am 21. Januar 1986 führte er eine siebenköpfige Delegation auf Einladung des Präsidiums des Amts für religiöse Angelegenheiten der Provinz auf einer zehn-Tage-Besuch in Guangzhou und dem östlichen Teil seiner Heimatprovinz Guangdong. Dieser Besuch war das erste Treffen mit seiner 85 Jahre alten Mutter nach einer Trennung von 40 Jahren.

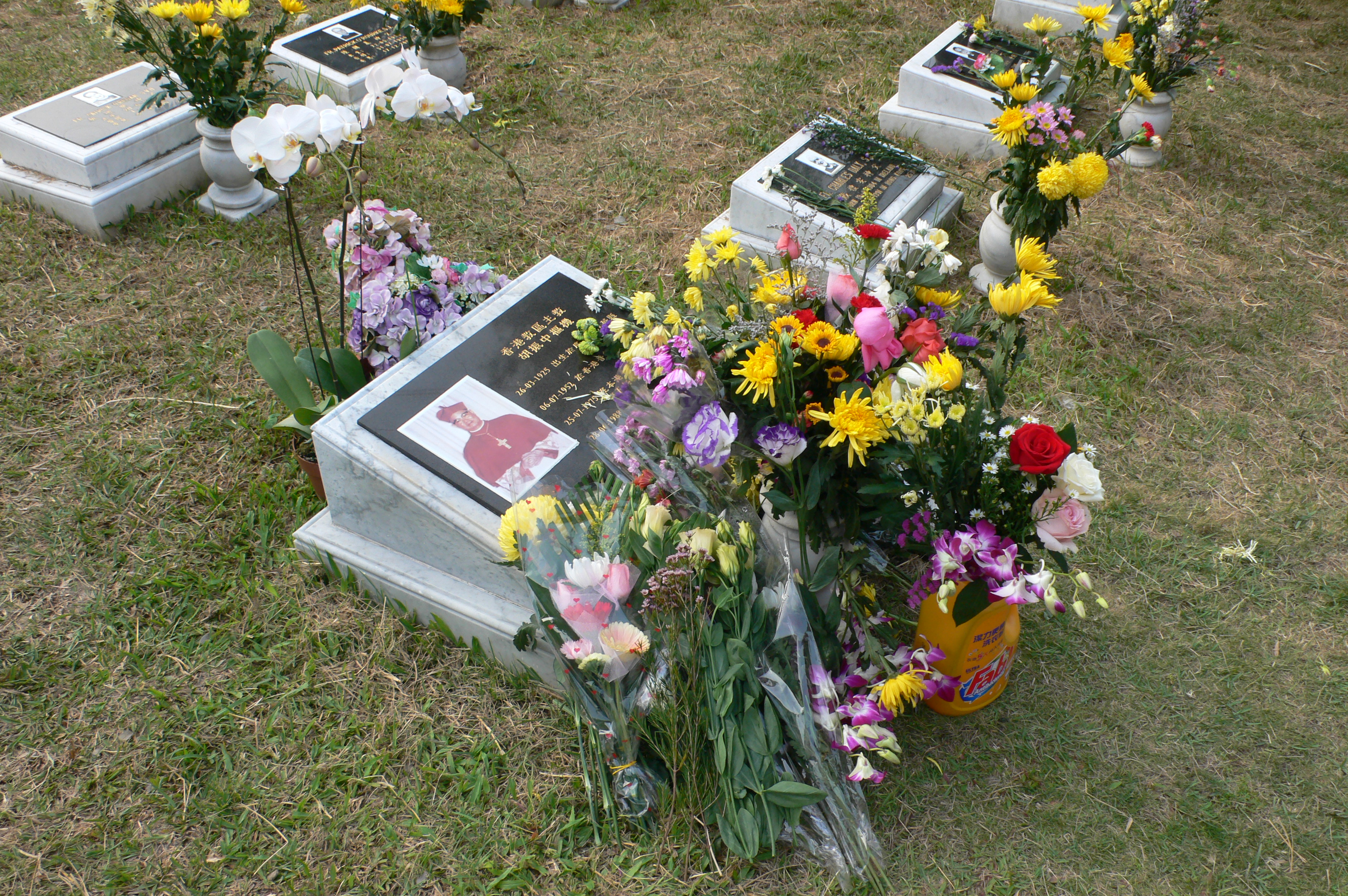
Sein Grab auf dem St Michael’s Cemetery

Am 28. Juni 1988 nahm ihn Johannes Paul II. als Kardinalpriester mit der Titelkirche Beata Vergine Maria del Monte Carmelo a Mostacciano in das Kardinalskollegium auf, damit wurde er der erste Kardinal aus Hongkong. Er war Mitglied der Kongregation für die Evangelisierung der Völker, des Päpstlichen Rat für die sozialen Kommunikationsmittel und der Kongregation für den Gottesdienst und die Sakramentenordnung.
Nach dem Tian’anmen-Massaker 1989 schrieb er am 11. Juli 1989 einen Brief an alle Bischöfe der Welt, damit sie alle für Gerechtigkeit, Ordnung und Demokratie in China eintreten.
Am 1. September 1991 rief er in einem Hirtenbrief dazu auf, dass die Gläubigen die direkten Wahlen am 15. September für das Legislative Council of Hong Kong – die ersten Direktwahlen in der Geschichte Hongkongs – unterstützten.
Im Jahr 1999 berief er eine diözesane Synode ein, um die pastoralen Bedürfnisse des dritten Jahrtausends zu klären.
Er starb am 23. September 2002 im Alter von 77 Jahren in Hongkong.